# Glazbena škola Dr. fra Ivan Glibotić
Glazbena škola "Dr. fra Ivan Glibotić" u Imotskom srednja je umjetnička škola u kojoj je organizirana nastava osnovnog glazbenog obrazovanja, zatim, srednjeg – šestogodišnjeg (pripremna i srednja škola) te četverogodišnjeg (srednja škola) programa obrazovanja različitih profila glazbene umjetnosti (klavir, orgulje, gitara, flauta, oboa, klarinet, saksofon, rog, truba, trombon, eufonij / tuba, udaraljke, pjevanje, teorija glazbe). Uz MZOS o školi skrbi Splitsko-dalmatinska županija i grad Imotski. Školom upravljaju školski odbor i ravnatelj. 
Škola je započela s radom u rujnu 1986. godine pri Narodnom sveučilištu Imotski, a u suradnji s Glazbenom školom Josipa Hatzea iz Splita. Odlukom Skupštine općine Imotski škola je i formalno osnovana pri Narodnom sveučilištu Imotski uz Privremenu suglasnost Ministarstva prosvjete i kulture RH.

## Vanjske poveznice
- Službene stranice